# Нерль (станция)
Нерль — железнодорожная станция однопутной неэлектрифицированной линии Бельково-Иваново Ярославского региона Северной железной дороги, расположена в одноименном поселке городского типа Тейковского района Ивановской области. Железнодорожные "ворота" посёлка.
Железнодорожная станция имеет две боковых низких прямую платформу (более длинную у здания вокзала и короткую на 2 пути). Есть здание вокзала, зал ожидания, железнодорожные кассы работают с 7:30 до 17:00.

## Коммерческие операции, выполняемые по станции
На станции производятся следующие операции: продажа билетов на все пассажирские поезда. Прием и выдача багажа не производятся.

## Дальнее сообщение
На станции ежедневно останавливаются пассажирские поезда №661/662 Кинешма-Иваново-Москва, в праздничные и летние дни назначаются проходящие через станцию дополнительные поезда. 
| Круглогодичное обращение поездов | Круглогодичное обращение поездов | Круглогодичное обращение поездов | Круглогодичное обращение поездов |
| № поезда                         | Маршрут движения                 | № поезда                         | Маршрут движения                 |
| -------------------------------- | -------------------------------- | -------------------------------- | -------------------------------- |
| 661                              | Кинешма — Москва                 | 662                              | Москва — Кинешма                 |

| Сезонное обращение поездов | Сезонное обращение поездов | Сезонное обращение поездов | Сезонное обращение поездов |
| № поезда                   | Маршрут движения           | № поезда                   | Маршрут движения           |
| -------------------------- | -------------------------- | -------------------------- | -------------------------- |
| 495                        | Кострома — Адлер           | 496                        | Адлер - Кострома           |
| 539                        | Кострома - Анапа           | 540                        | Анапа — Кострома           |
| 673                        | Иваново — Москва           | 674                        | Москва — Иваново           |

## Пригородное сообщение
На платформе имеет остановку рельсовый автобус Иваново — Александров (по состоянию на май 2019 года — 1 пара поездов в сутки ежедневно), и рельсовый автобус Юрьев-Польский — Иваново (1 пара поездов в сутки, утром на Иваново, вечером из Иваново). Время движения от станции Александров составляет 3 часа 14 минут по отдельным летним дням в расписании - 3 часа 37 минут, до Александрова - 2 часа 53 минут, от станции Иваново - от 1 часа 8 минут до 2 часов 14 минут, до станции Иваново - от 1 часа 7 минут до 1 часа 18 минут (в зависимости от поезда и дня расписания).
- Расписание пригородных поездов. Яндекс.Расписания.